# Боргата Сестријере (Торино)
Боргата Сестријере је насеље у Италији у округу Торино, региону Пијемонт.
Према процени из 2011. у насељу је живело 74 становника. Насеље се налази на надморској висини од 1830 м.